# Justiz-Yuan

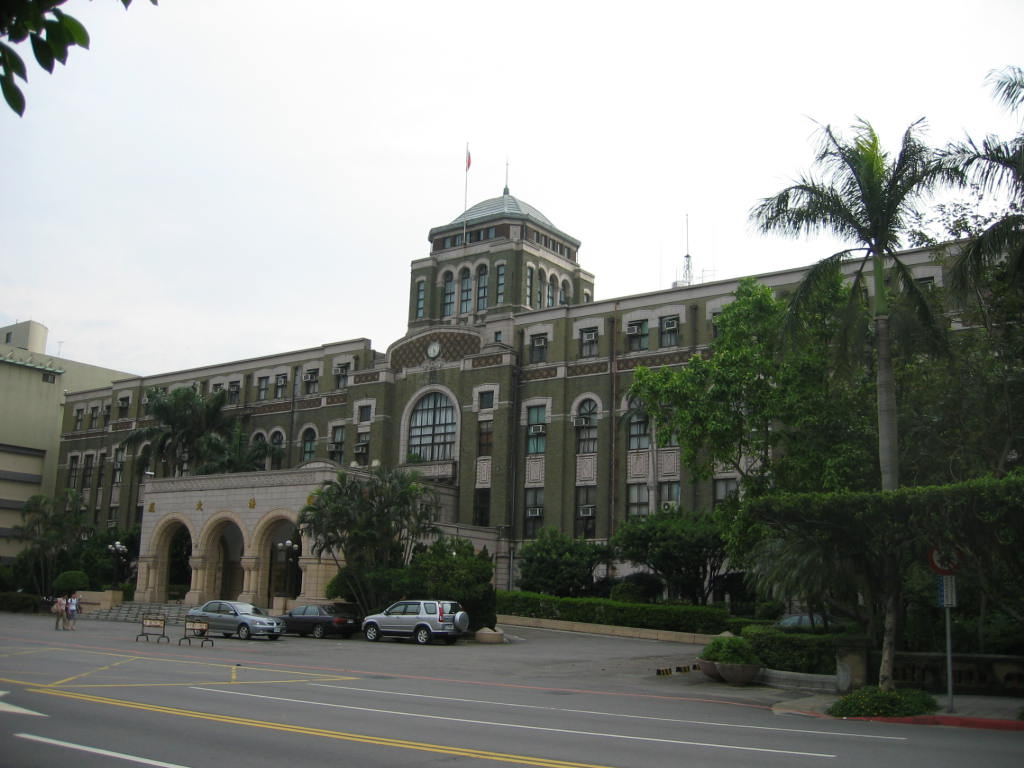
Der Justiz-Yuan befindet sich in der Nähe des Präsidentenbüros im Stadtteil Zhongzheng in Taipei.

Der Justiz-Yuan (chinesisch 司法院, Pinyin Sīfǎyuàn) ist einer der fünf Yuans (Staatsrat) der Republik China auf Taiwan in Taipeh und eine Behörde der Regierung. Außerdem gibt es noch Yuans für die Legislative, Exekutive, Kontrolle und die Prüfung. In seiner Funktion entspricht er einem Verfassungsgericht (憲法法庭 / 大法官会议,  Xiànfǎ Fǎtíng), früher Gerichtshof der Obersten Richter (大法官會議 / 大法官会议,  Pinyin Dàfǎguān Huìyì), und besteht aus 15 Mitgliedern (Richtern). Der Justiz-Yuan hat die Aufgabe, die Verfassung der Republik auszulegen und ist im Sinne der Gewaltenteilung vergleichbar mit dem deutschen Bundesverfassungsgericht. Der Präsident sowie der Vize-Präsident des Justiz-Yuan werden vom Präsidenten bestimmt. Die Amtszeit von vier Mitgliedern des Yuan nebst dem Präsidenten und dem Vize-Präsidenten beträgt vier Jahre, die verbleibenden neun Mitglieder bleiben für acht Jahre im Amt.
Der Justiz-Yuan beaufsichtigt zusätzlich alle weiteren untergeordneten Gerichte, wie das Oberste Gericht (最高法院), die sechs Obergerichte (高等法院; Taiwan, Taichung, Tainan, Kaohsiung, Hualien, Kinmen), das Oberverwaltungsgericht (最高行政法院), das Gericht für geistiges Eigentum und Handelsrecht (智慧財產及商業法院) und das Disziplinargericht (懲戒法院).
Das Oberste Gericht ist die letzte Instanz für Berufungen. Es befasst sich nicht mit Verfassungsklagen.

## Geschichte und Aufgabenbereich

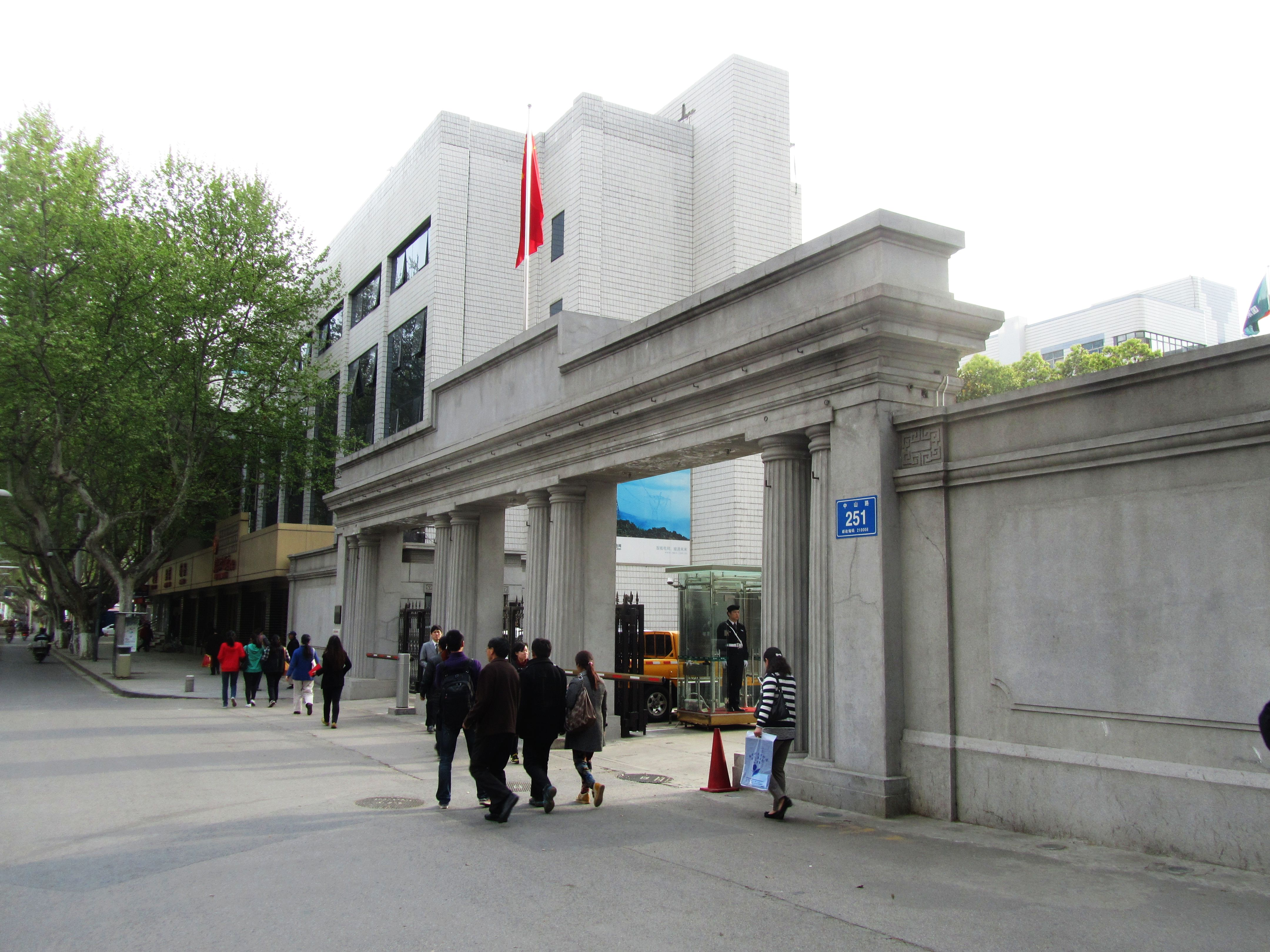
Eingangstor zum früheren Sitz des Justiz-Yuan in Nanjing

Nachdem die Kuomintang ihre Macht in der alten Republik China konsolidiert hatte, wurde am 16. November 1928 der Justiz-Yuan als einer der fünf Yuans der Republik China eingerichtet. Die Kuomintang-Regierung folgte hierin den Ideen des Staatsgründers Sun Yat-sen. Die Behörde nahm ihren Sitz in der damaligen Hauptstadt Nanjing (Nanking). Nach der 1947 verabschiedeten Verfassung der Republik China, die nach dem Rückzug der nationalchinesischen Regierung auf die Insel Taiwan dort weitergalt, war der Justiz-Yuan das höchste Rechtsorgan des Staates. Am 15. September 1948 hielten die neun Richter des Justiz-Yuans ihre erste Sitzung ab. Im Dezember 1948 wurde die Zahl der Richter auf 17 und deren Amtszeit auf neun Jahre festgelegt.
Derzeit (Stand 2012) besteht der Justiz-Yuan aus 15 Richtern, die auf Vorschlag des Staatspräsidenten und die Zustimmung des Legislativ-Yuan (Parlaments) ernannt werden. Die Amtszeit der Richter ist auf einmalig acht Jahre beschränkt.

## Justizverwaltungsorgan versus Rechtsprechungsorgan
Nach Artikel 77 der Verfassung sollte der Justiz-Yuan für die Gerichtsverhandlung in Zivil-, Straf- und Verwaltungssachen sowie die Disziplinarstrafen von Beamten zuständig sein. Der Wortlaut deutete jedoch darauf hin, dass der Justiz-Yuan nicht nur ein Aufsichtsorgan sein, sondern auch gerichtliche Kontrolle ausüben sollte. In Artikel 78 war festgelegt, dass der Justiz-Yuan die Verfassung auslegen, sowie Gesetze und Verordnungen vereinheitlichend auslegen sollte. Bis heute wird die Frage, ob der Justiz-Yuan ein Justizverwaltungsorgan oder auch ein Rechtsprechungsorgan sein sollte, kontrovers diskutiert. Die Tatsache, dass der Justiz-Yuan bisher keine Oberinstanz über den obersten Gerichtshöfe der einzelnen Gerichtszweige darstellt, spricht eher dafür, dass er abgesehen von der Verfassungsgerichtsbarkeit ausschließlich die Rolle des Justizverwaltungsorgans spielt.

## Gebäude des Justiz-Yuan
Das Gebäude des Justiz-Yuan in Taipeh wurde in den Jahren 1929 bis 1934 zur Zeit der japanischen Herrschaft über Taiwan erbaut und beherbergte in dieser Zeit das Oberste Gericht Taiwans. Der Bau vereint in eklektizistischer Weise byzantinische, Renaissance-, sowie arabisch-islamische Stilelemente. Das Gebäude besteht aus einer Stahlbetonstruktur unter Verwendung von verstärkten Ziegeln und Kunststeinen. Ursprünglich hatte es drei Etagen. Später wurde eine vierte ergänzt. Seit Juli 1998 zählt das Gebäude zum offiziellen architektonischen nationalen Kulturerbe.

## Liste der Präsidenten des Justiz-Yuan
- Wang Ch’ung-hui (1948)
- Hsieh Kuan-sheng (1958)
- Tien Chung-chin (1971)
- Tai Yen-hui (1977)
- Huang Shao-ku (1979)
- Lin Yang-kang (1987)
- Shih Chi-yang (1994)
- Weng Yueh-sheng (1999)
- Lai In-jaw (2007)